# Hans-Lothar von Gemmingen-Hornberg
Hans-Lothar von Gemmingen-Hornberg (1893-1975) est un industriel allemand du XXe siècle.

## Biographie
Le 19 janvier 1893, le baron Hans-Lothar von Gemmingen-Hornberg naît à Metz, ville de garnison d'Alsace-Lorraine. Fils du dernier Bezirkpräsident de Lorraine, Karl von Gemmingen-Hornberg, le jeune Hans-Lothar bénéficie d'une bonne éducation au Gymnasium de Strassburg poursuivant ses études à l'Université d'Oxford et à l'Université de Göttingen. En 1921, il passe son second juristische Staatsexamen, devenant assesseur à la Cour de bade.
De par son mariage avec Ellenruth Röchling, la fille de l'industriel du fer et de l'acier Hermann Röchling, il entre dans le monde sidérurgique en 1922. Il devient notamment membre du conseil d'administration de la Röchling'schen Eisen- und Stahlwerke de Völklingen, la société phare du Groupe Röchling, qui s'étendait à la fois sur la production de charbon, la production de gaz, la production de fer et d'acier et la banque. À partir de 1933, le Groupe Röchling participe activement au réarmement de l'Allemagne hitlérienne. Pendant la Seconde Guerre mondiale, le groupe dirigé par Hermann Röchling  participe à l'effort de guerre nazi. Il emploie plus de 14 000 travailleurs forcés, principalement des pays de l'Est pour la production du fer et de l'acier. 
Après la Seconde Guerre mondiale, les aciéries Röchling sont placées sous la tutelle de la France, comme toute l'industrie sarroise. En 1947, Hans-Lothar von Gemmingen-Hornberg est placé en détention, avec son beau-père Hermann Röchling et les dirigeants Albert Maier et Wilhelm Rodenhauser, pour être jugé. L'accusation du tribunal militaire international de Rastatt porte sur l'exploitation industrielle des territoires occupés, dont la Moselle, et sur l'exploitation de travailleurs forcés. Après le retour du territoire sarrois à la République fédérale d'Allemagne, la direction de la Völklinger Hütte est finalement confiée au neveu d'Hermann Röchling, Ernst Röchling. Écarté des affaires, Hans-Lothar von Gemmingen-Hornberg, baron de l'industrie sidérurgique allemande, s'éteindra le 14 février 1975, à Heidelberg.

## Sources
- Maria Heitland: Familien-Chronik der Freiherren von Gemmingen. Fortsetzung der Chroniken von 1895 und 1925/26, Elztal, 1991 (p. 165–171).
- Hans-Lothar Freiherr von Gemmingen-Hornberg sur munzinger.de.